# Episauris kiliani
Episauris kiliani is een vlinder uit de familie spanners (Geometridae). De wetenschappelijke naam is voor het eerst geldig gepubliceerd in 1898 door Rebel.
De soort komt voor in Europa.